# Habitatge al carrer Sant Antoni dels Sombrerers, 3 (Barcelona)
L'Habitatge al carrer Sant Antoni dels Sombrerers, 3 és una obra amb elements gòtics de Barcelona protegida com a Bé Cultural d'Interès Local.

## Descripció
L'edifici d'habitatges al carrer Sant Antoni Sombrerers 3 està ubicat al esmentat carrer, molt a prop de Santa Maria del Mar, al barri de la Ribera. Es tracta d'un immoble entre mitgeres consistent en una planta baixa parcialment comercial i fins a quatre plantes pis.
A la planta baixa s'hi observen fins a tres obertures. Una d'elles, la de la dreta, és l'accés al negoci i presenta un arc escarser. A la seva esquerra hi ha l'entrada a l'habitatge, amb un arc conopial. Una darrera porta, també estreta, té arc escarser. Al costat de la primera també hi ha una petita finestra, bastant elevada, amb enreixat. Per sobre, a la primera planta, hi ha una finestra senzilla, també una obertura àmplia amb balcó de llosana de pedra emmotllada i sobretot, una finestra d'aire gòtic amb caps esculpits enlloc d'impostes. Les altres plantes segueixen una dinàmica exacta a la primera, malgrat que la finestra gòtica es veu substituïda per una de senzilla. Els balcons, tot i que en el mateix eix que el de la primera planta, són totalment senzills. La cornisa de coronament és poc prominent.
Aquest immoble és el reflex d'una constant refacció en els edificis històrics del centre de la ciutat. Alguns elements, bàsicament la finestra gòtica, poden situar-se entre els segles XV i XVI. Els tipus d'obertures dels baixos es podrien correspondre a mitjans o finals del segle xviii o XIX, moment en què també es podrien haver afegit les plantes superior. Per altra banda, l'aparell emprat es veu emmascarat per motlladures enguixades que li proporcionen un aire de carreus regulars. Això arriba fins a la planta primera i també es pot correspondre amb les darreres modificacions esmentades. L'acabat de les superfícies també indica una recent restauració. En general, la façana de l'immoble està ben conservada.